# Ericthonius
Ericthonius is een geslacht van vlokreeften uit de familie Ischyroceridae. De wetenschappelijke naam van het geslacht werd in 1830 voorgesteld door Henri Milne-Edwards.

## Soorten
- Ericthonius argenteus Krapp-Schickel, 1993
- Ericthonius brasiliensis (Dana, 1853)
- Ericthonius brevicarpus Vader & Myers, 1996
- Ericthonius camposi Winfield, Ortiz & Ardisson, 2016
- Ericthonius convexus Ariyama, 2009
- Ericthonius coxacanthus Moore, 1988
- Ericthonius didymus Krapp-Schickel, 2013 = Pacifisch klauwvlokreeftje
- Ericthonius difformis H. Milne Edwards, 1830
- Ericthonius fasciatus (Stimpson, 1853)
- Ericthonius forbesii Hughes & Lowry, 2006
- Ericthonius grebnitzkii Gurjanova, 1951
- Ericthonius ledoyeri Barnard & Karaman, 1991
- Ericthonius megalops (Sars G.O., 1879)
- Ericthonius parabrasiliensis Just, 2009
- Ericthonius pugnax (Dana, 1852)
- Ericthonius punctatus (Spence Bate, 1857)
- Ericthonius rodneyi Hughes & Lowry, 2006
- Ericthonius rubricornis (Stimpson, 1853)
- Ericthonius stephenseni Myers & McGrath, 1984
- Ericthonius tacitus Moore, 1988
- Ericthonius tropicalis Just, 2009